# 馬普切語

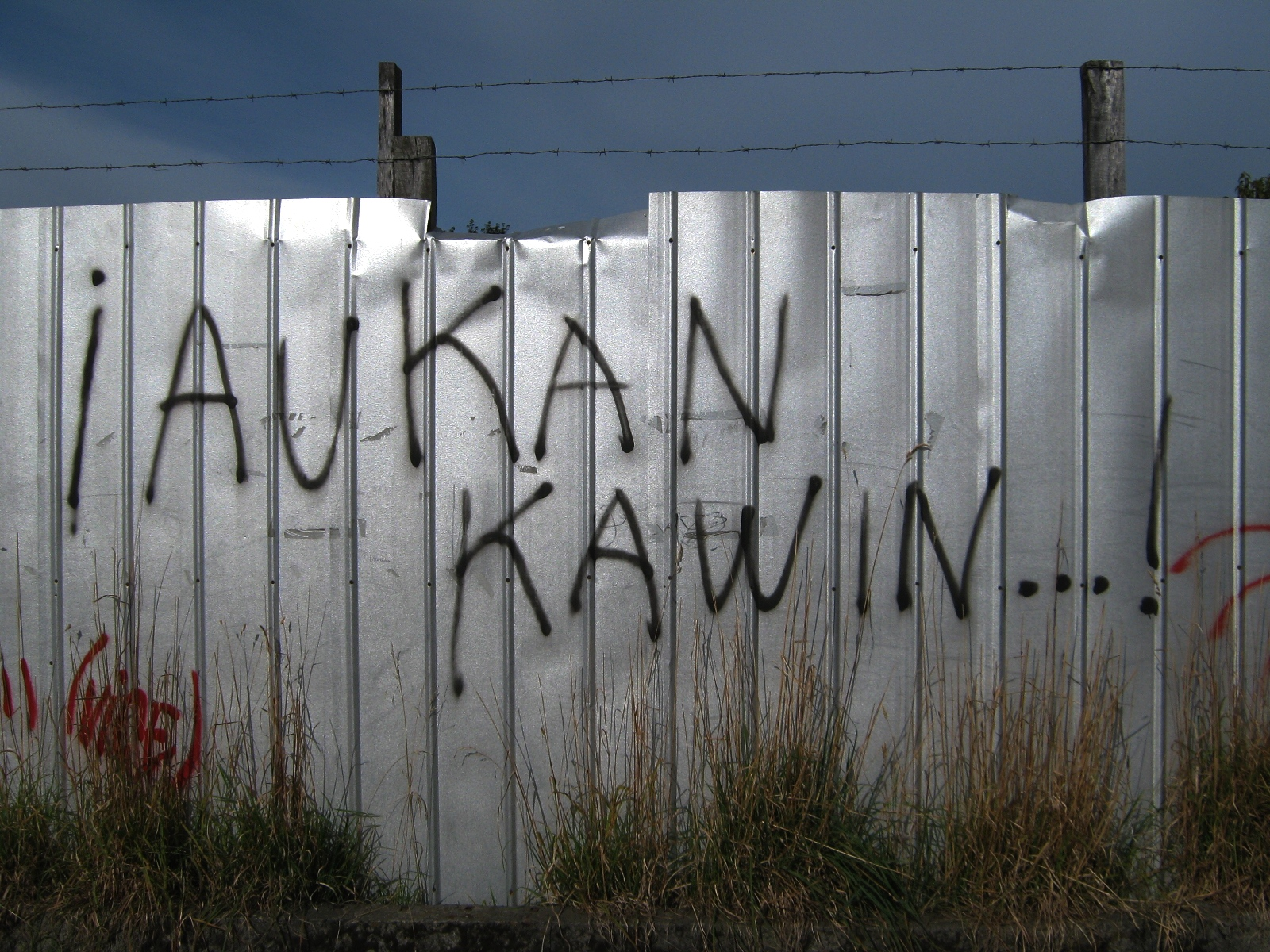
一處寫著馬普切語意為「戰爭會議」的單詞的塗鴉。

馬普切語（一般稱之為Mapuche或Mapudungún等，另在歷史上曾有Araucano之稱，但Araucano一詞現已避免使用）是一種未與其他語言有已知親緣關係的語言，它通行於智利中南部和阿根廷中西部的馬普切人之間。
Mapuche一詞來自馬普切語的Mapu（意即「土地」）加上Che（意即「人」）；而Mapudungún則來自馬普切語的Mapu（意即「土地」）加上dungun（意即「言語」）。
馬普切語使用者的人物，因方法學的不同而會有所差異，且不同的群體支持不同的研究成果。一些2008年的馬普切語出版品認為馬普切語有700,000的使用者。其他的報告認為馬普切語有約240,000名使用者，其中約200,000名生活於智利中部的谷地區，而有約40,000人生活於數個阿根廷的省份中，而這些人中，有約150,000人常常使用馬普切語。
儘管有智利政府改善馬普切語的處境和在智利南部提供完整的馬普切語教育的承諾，馬普切語依舊缺乏實質地保護與推廣。對於該用何種字母做為馬普切語的標準書寫系統這點的爭議亦存在著。
一些語言學家認為這種語言與北美洲的本─威坦語言(Penutian languages)有關；一些語言學家則將之歸為安第斯語言(Andean languages) (Greenberg 1987, Key 1978)的一種；還有一些語言學家認為這語言與瑪雅語言有關(Stark 1970, Hamp 1971)，其中克羅斯氏(Croese) (1989, 1991)更進一步地推廣此說，將其與阿拉瓦克語言(Arawakan laguages)扯上關係。其他的一些人則認為它和其他語言沒有已知的親緣關係。
馬普切語在單詞上受到克丘亞語和西班牙語的影響，例如：pataka(意即「百」)和warangka(意即「千」)等詞即是從克丘亞語處借來的。

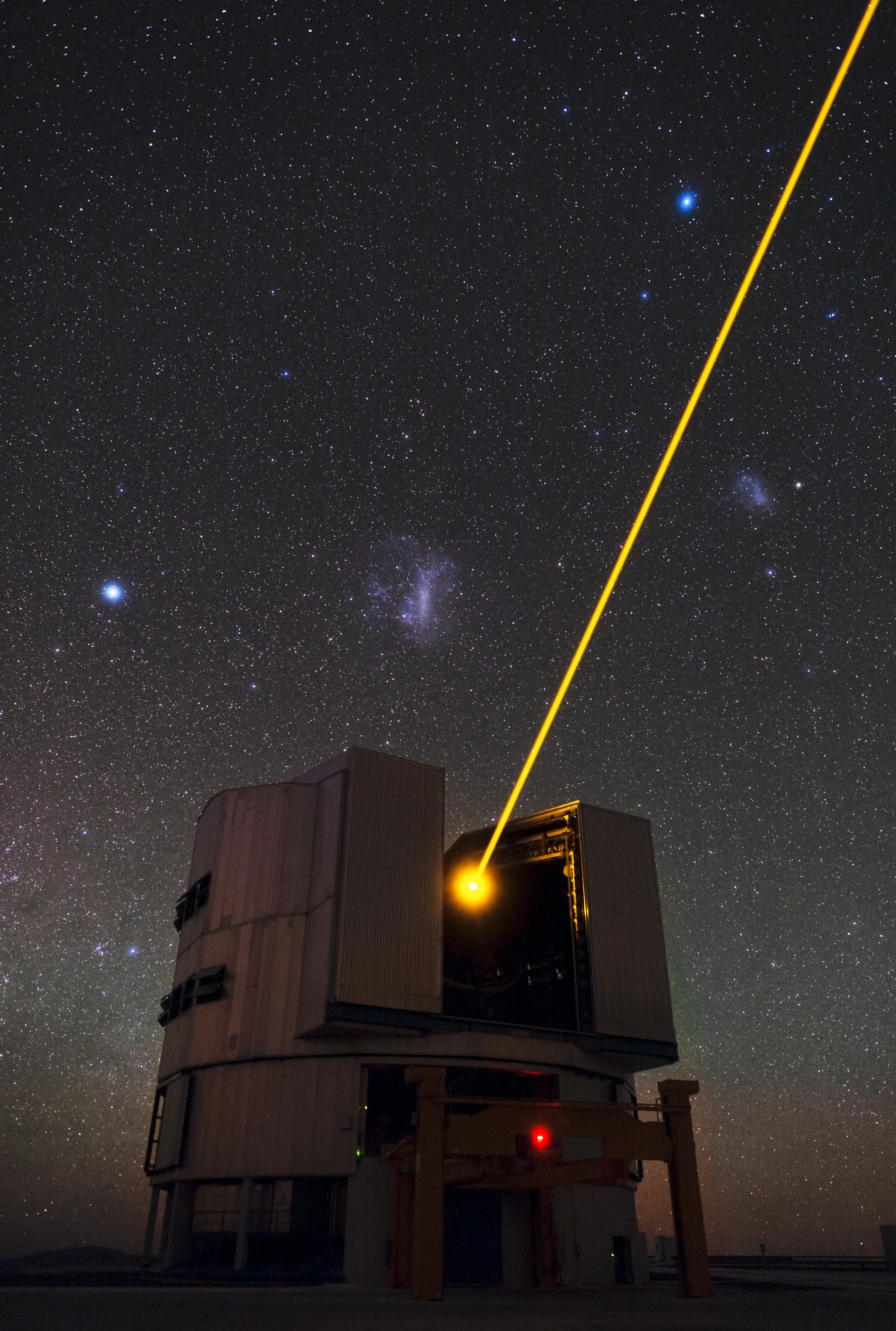
Yepun是一座位於智利的甚大望远镜的馬普切語的名字。

## 歷史
當西班牙人來到智利時，他們發現馬普切人可分成比孔切人(Picunche，源自馬普切語的pikum(意即「北」)+che)、惠里切人(Huilliche，源自馬普切語的willi(意即「南」))、俾琿切人(Pehuenche，源自馬普切語的Pehue(意即「山」)和摩魯切人(Moluche，源自馬普切語的molu(意即「西」))等四個群體。比孔切人很快地就被西班牙人給征服了，而惠里切人直到十八世紀為止才被西班牙人給征服。馬普切人依舊保有自己的族群身份並依舊使用馬普切語。他們最初是在歷史上的阿勞卡尼亞地區(Araucanía)被發現的，西班牙並以該地名將他們稱為Araucanos，但現今Araucanos這名字已不再使用，並為馬普切人和非馬普切人學者所避免。

## 方言
馬普切語的母語使用者人數介於240,000人至700,000人之間。
馬普切語有數種方言，在被稱為「恩吳魯馬普」(Ngulumapu)的智利側的安地斯山脈一帶，有多種馬普切語的方言存在著。其中俾琿切方言通行於生活在安地斯山麓的俾琿切人之間。惠里切方言則通行於多爾頓河(Toltén River)以南的地區，它現在有數千名的使用者，其中多數人以西班牙語為第一語言。這些方言的使用者在智利居於瓦爾第瓦海岸地區(Valdivian Coast Range)、奥索尔诺省和奇洛埃岛一帶。
由於馬普切語使用者的遷移及之後在阿根廷發生的阿勞卡尼亞化(Araucanization)事件，俾琿切人方言亦通行於紐昆(Neuquén)地區。摩魯切方言和恩吳魯切(Nguluche)方言亦通行於里麥河(Limay River)和納韋爾瓦皮湖周遭的地區和智利的瓦爾第瓦(Valdivia)地區。
此外，蘭昆切(Ranquenche)方言通行於拉潘帕省的查利略地區(Chalileo Department)、阿查將軍地區(General Acha Department)，和科罗拉多河一帶。

## 發音

### 重音
馬普切語有著不具區辨性的、位置可預測的重音。一般而言，若一個字最後一個音節為閉音節，它的重音落在倒數第一位，如(意即「遊戲」)和(意即「閃電」)等皆為其例；若最後一個音節為開音節，則落在倒數第二位，如(意即「房子」)和(意即「頭」)等皆為其例

### 母音
馬普切語有六個母音，它們分別是/a/、/e/、/i/、/o/、/u/和閉央非圓唇母音/ɨ/。不同的字母系統會將/ɨ/給拼作ï、ü或v等，且其在非重音音節發作/ə/。

### 子音
馬普切語的塞音沒有清濁音之別。它有三個通音。此外，馬普切語的流音(liquid)包括三個邊音和一個近似於捲舌音的通音。一些人不認為/s/是一個獨立的音素，並認為它是/ʃ/的同位異音。/ʈʂ/ (拼作tr、tx或x) 常被描述成後面跟著/ɻ/這個音的/tʃ/音，它的發音和英語tree等字裡的tr音相似，但不送氣；此外，在馬普切語中，齒音t̪、n̪、l̪等與其齒齦音的相對應音位相互對立這在語言學上是不常見的。詞根可只包含齒音(像例如[l̪afken̪]這個意為「湖、海」的字)或只包含齒齦音(像例如[lwan]這個意為「駝」(guanaco)的字)。
|      | 唇音 | 齒音 | 齒齦音 | 齒齦後音 | 捲舌音 | 硬顎音 | 軟顎音 |
| ---- | ---- | ---- | ------ | -------- | ------ | ------ | ------ |
| 鼻音 | m    | n̪    | n      |          |        | ɲ      | ŋ      |
| 塞音 | p    | t̪    | t      | tʃ       | ʈʂ     |        | k      |
| 擦音 | f    | θ    | s      | ʃ        |        |        |        |
| 近音 | w    |      |        |          | ɻ      | j      | ɣ      |
| 邊音 |      | l̪    | l      |          |        | ʎ      |        |

### 拼音
一般認為在西班牙人到來前馬普切語沒有書寫系統存在。歷史上有多種馬普切語的拼音方案存在，所有的這些方案都使用羅馬拼音。此文中所用的字母系統為智利語言學家和許多其他人在出版品中用的系統("alfabeto mapuche unificado")。這套系統有以下的字母：a, ch, d (用於/θ/), e, f, g (用於/ɣ/), i, k, l, ḻ (用於/l̪/), ll (用於/ʎ/), m, n, ṉ (用於/n̪/), ñ (用於 /ɲ/), ng (用於/ŋ/), o, p, r, s(h), t, ṯ (用於/t̪/), tr (用於/ʈʂ/), u, ü (用於/ɨ/), w 與y。

## 語法

### 語序
馬普切語的語序如下：
- 基本語序：主詞─動詞─受詞(SVO)
- 形容詞、數詞和指示詞等置於其所修飾的名詞前

### 解說
- 馬普切語的主詞和受詞使用一樣的格，另其名詞可分為有生名詞(animate)和無生名詞(inanimate)兩類。在馬普切語中用作有生名詞的眾數標明，而則用作無生名詞的標明； (或)可用作有生名詞的定冠詞，像(意即「那男人」)和(意即「那些男人」)及其一例；另意為「一」的數詞可用作不定冠詞。
- 馬普切語的人稱代詞有三身與三數，它們分別如下：之意為「我」；之意為「我們倆/我們兩個」；之意為「我們(三個人或更多人)」；之意為「你」； 'you', 之意為「你們倆/你們兩個」；之意為「你們(三個人或更多人)」；之意為「他」；'之意為「他們倆/他們兩個」；之意為「他們(三個人或更多人)」。
- 領屬代詞與人稱形式相關，如下所示： 之意為「我的、他的、他們的」；之意為「我們兩人的」；之意為「我們(三個人或更多人)的」；之意為「你的」； 之意為「你們兩個的」；之意為「你們的(三個人或更多人)」。它們常與這個似乎不增加特定含義的質詞一起出現，像(意即「你的」)這形式即為一例。
- 馬普切語的疑問詞有(意即「誰」)、(意即「什麼」)、(意即「什麼時候」)、(意即「哪裡」)、(意即「如何」)和(意即「為什麼」)等。
- 馬普切語的數詞如下：1 、2 、3 、4 、5 、6 、7 、8 、9 、10 ；此外像20的講法為；30的講法為；110的講法為。馬普切語的數詞在形式上極為規則，和漢語和沃洛夫語及世界語等一些人造語言一樣。
- 馬普切語的可以是終止形(finite)或非終止形(non-finite)的(非終止形的結尾有-n, -el, -etew, -lu, -am等等)，可以是及物動詞或不及物動詞，且可根人稱(第一、第二、第三人稱)、數(單數、雙數、眾數)、語態(有主動語態、無施事被動語態、返身互動(reflexive-reciprocal)語態和兩個應動語態等)和語氣(有直陳(indicative)、命令(imperative)和假設語氣(subjunctive)等)等做變化。直陳式有現在時(不加詞綴標明)和未來時(加後綴-(y)a標明)兩個時態。它有許多的體，像進行體(progressive)、結果體(resultative)和習慣體(habitual)等是已獲相當程度確認的，此外，一些似乎用以標明某種完成體(perfect)的子類的體標記也存在著。此外，馬普切語其他的動詞標記尚包含了證言標記(evidential marker)、方向標記(directional)和情態標記(modal markers)等。另馬普切語的動詞有相當發達的名詞插入(noun incorporation)。

下以(意即「進入」)為例，說明其現在直陳時不及物動詞的變化模式：
|      |          | 數            |                |                |
| 單數 | 雙數     | 眾數          |                |                |
| 人稱 | 第一人稱 | (< kon-n)     | (< kon-i-i-u)  | (< kon-i-i-n)  |
| 人稱 | 第二人稱 | (< kon-i-m-i) | (< kon-i-m-u)  | (< kon-i-m-n)  |
| 人稱 | 第三人稱 | (< kon-i-0-0) | (< kon-i-ng-u) | (< kon-i-ng-n) |

有些人認為，馬普切語在(意即「看見」)等及物動詞中有著類似阿尔冈昆语族語言的正動-反動配列系統。故其不及物動詞的形式如下所示：
|      |          | 數           |               |               |
| 單數 | 雙數     | 眾數         |               |               |
| 人稱 | 第一人稱 | (< pe-n)     | (< pe-i-i-u)  | (< pe-i-i-n)  |
| 人稱 | 第二人稱 | (< pe-i-m-i) | (< pe-i-m-u)  | (< pe-i-m-n)  |
| 人稱 | 第三人稱 | (< pe-i-0-0) | (< pe-i-ng-u) | (< pe-i-ng-n) |

及物動詞的形式如下所示(此處只說明單數的情況)：
|                 |          | 施事者(agent) |                 |                                                                  |
| 第一人稱        | 第二人稱 | 第三人稱      |                 |                                                                  |
| 受事者(patient) | 第一人稱 | (< pe-w-n)    | (< pe-e-n)      | (< pe-e-n-mew)                                                   |
| 受事者(patient) | 第二人稱 | (< pe-e-i-u)  | (< pe-w-i-m-u)  | (< pe-e-i-m-i-mew)                                               |
| 受事者(patient) | 第三人稱 | (< pe-fi-n)   | (< pe-fi-i-m-i) | 正動 / 反動 / 返身 (< pe-fi-i-0-0 / pe-e-i-0-0-mew / pe-w-i-0-0) |

當第三人稱與第一或第二人稱互動時，它要不就是處於正動語態(不帶-e後綴)，要不就處於反動語態(帶有-e後綴)，而說話者對此沒有選澤的餘地。當兩個第三人稱互動時，它有兩種不同的形式可選擇：當施事者是話題時使用正動形式(如上例中的)是正確的； 而當受事者為話題時使用反動形式(如上例中的)是正確的。故此之意為「那男人看見那女人」；而之意為「那男人為那女人所見」，然而要注意的是，這並非被動形，真正的被動形會是以(意即「那男人被看見/某人看見那男人」)這樣的形式呈現的。

## 腳註
1. ↑  Berretta, Cañumil, Cañumil (编). . 2008. ISBN 978-987-05-4139-4 （西班牙语）.
2. ↑  （西班牙文） Zúñiga, Fernando (2007) Mapudunguwelaymi am? '¿Acaso ya no hablas mapudungun?' Acerca del estado actual de la lengua mapuche. Estudios Públicos 105: 9-24.
3. ↑  . Very Large Telescope. ESO.   [18 June 2012]. （原始内容存档于2013-08-07）.
4. ↑  Gordon, Ethnologue (2005) treats Moluche and Huilliche as separate languages.
5. ↑  .   [2012-11-08]. （原始内容存档于2020-12-05）. （页面存档备份，存于）

## 相關書目
- Aprueban alfabeto mapuche único (Oct 19, 1999). El Mercurio de Santiago.
- Campbell, Lyle (1997) American Indian languages: The historical linguistics of Native America. New York: Oxford University Press. ISBN 0-19-509427-1.
- Gordon, Raymond G., Jr. (ed.) (2005) Ethnologue: Languages of the world. 15th ed. Dallas, TX: SIL International. ISBN 1-55671-159-X. (Online version: http://www.ethnologue.com （页面存档备份，存于）).
- Instituto Nacional de Estadística y Censos (2005) Encuesta Complementaria de Pueblos Indígenas (ECPI), 2004-2005 - Primeros resultados provisionales. Buenos Aires: INDEC. ISSN 0327-7968.

## 外部連結
- Mapudungun Vocabulary List (from the World Loanword Database)
- Mapudungun Swadesh vocabulary list (from Wiktionary's Swadesh-list appendix （页面存档备份，存于）)
- Spanish-Mapudungun glossary
- Mapudungun-Spanish Dictionary from the U. Católica de Temuco （页面存档备份，存于）
- Mapuche-Spanish dictionary
- Freelang Dictionary （页面存档备份，存于）
- Mapuche letter to Bill Gates (Microsoft), dated August 12, 2005 （页面存档备份，存于） （页面存档备份，存于） （馬普切語）
- Map of Mapudungu (Mapuche) language from the LL-Map project
- Information on Mapudungu language from the MultiTree project （页面存档备份，存于）